# Kuvera hama
Kuvera hama är en insektsart som beskrevs av Tsaur 1991. Kuvera hama ingår i släktet Kuvera och familjen kilstritar. Inga underarter finns listade i Catalogue of Life.